# Купринское (озеро)
Купринское — ледниковое, ложбинное озеро в Смоленской области России в Смоленском районе, недалеко от железнодорожной станции Куприно на ветке Смоленск — Витебск. Сильно заросшее сплавинами. В котловине озера мощные толщи сапропелей. Принадлежит бассейну реки Днепр. Памятник природы. Лежит на пути из варяг в греки.